# Boylston (Massachusetts)
Boylston é uma vila localizada no condado de Worcester no estado estadounidense de Massachusetts. No Censo de 2010 tinha uma população de 4.355 habitantes e uma densidade populacional de 85,13 pessoas por km².

## Geografia
Boylston encontra-se localizado nas coordenadas 42° 21′ 18″ N, 71° 42′ 58″ O. Segundo o Departamento do Censo dos Estados Unidos, Boylston tem uma superfície total de 51.16 km², da qual 41.6 km² correspondem a terra firme e (18.69%) 9.56 km² é água.

## Demografia
Segundo o censo de 2010, tinha 4.355 pessoas residindo em Boylston. A densidade populacional era de 85,13 hab./km². Dos 4.355 habitantes, Boylston estava composto pelo 93.25% brancos, o 0.69% eram afroamericanos, o 0.21% eram amerindios, o 3.65% eram asiáticos, o 0% eram insulares do Pacífico, o 0.67% eram de outras raças e o 1.54% pertenciam a duas ou mais raças. Do total da população o 1.47% eram hispanos ou latinos de qualquer raça.